# Philoria frosti
Espèce
Statut de conservation UICN

 CR A2ace; B1ab(ii,iii,iv,v)+2ab(ii,iii,iv,v); C2b : 
En danger critique
Philoria frosti est une espèce d'amphibiens de la famille des Limnodynastidae.

## Répartition

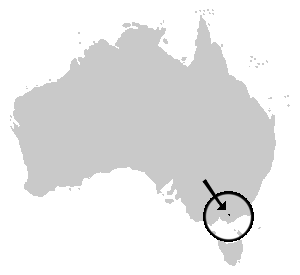
Distribution de Philoria frosti

Cette espèce est endémique de l'État de Victoria en Australie. Elle se rencontre au-dessus de 1 160 m d'altitude sur le plateau Baw Baw.

## Étymologie
Cette espèce est nommée en l'honneur de Charles Frost.

## Publication originale
- Spencer, 1901 : Two new species of frogs from Victoria. Proceedings of the Royal Society of Victoria, vol. 13, p. 176-178 (texte intégral).